# Оганесян, Леон Андреевич
Лео́н (Лево́н) Андре́евич (Андреа́сович) Оганеся́н (арм. Լևոն Անդրեասի Հովհաննիսյան; 13 [25] февраля 1885, Тифлис — 11 мая 1970, Ереван) — армянский советский терапевт и историк медицины, основоположник терапии и кардиологии в Армении.
Академик АН Армянской ССР (1943), академик АМН СССР (1944), доктор медицинских наук (1937), профессор (1928). Действительный член Международной академии истории медицины (1962). Заслуженный деятель науки Армянской ССР (1940).
Основные научные труды Леона Андреевича Оганесяна посвящены различным вопросам внутренней медицины, в частности кардиологии, а также бальнеологии и курортологии, изучению заразных болезней — малярии и других, проблемам научно-медицинской терминологии. Оганесян предложил новые методы диагностики сердечно-сосудистых заболеваний, он изучал происхождение сердечных шумов, сердечно-сосудистые неврозы, механизм взаимодействия патологических явлений с психонейрогенным миром при внутренних болезнях человека. Он является автором пятитомного труда «История медицины в Армении с древнейших времен до наших дней» — первого масштабного исследования по истории армянской медицины.
Леон Андреевич Оганесян — один из основателей медицинской науки в Советской Армении. Он был среди основателей медицинского факультета Ереванского государственного университета, в дальнейшем — Ереванского медицинского института. Он создал и в течение многих лет руководил Институт малярии и медицинской паразитологии, Институт кардиологии при Министерстве здравоохранения Армянской ССР. Оганесян является инициатором создания первого курорта в Армении — Арзни, он исследовал лечебные свойства минеральных вод курорта Арзни при сердечно-сосудистых заболеваниях.

## Биография

### Ранние годы и начало врачебной деятельности
Леон Андреевич Оганесян родился 25 февраля 1885 года в Тифлисе (ныне — Тбилиси). Предки Оганесяна, родом из села Дашалты Нагорного Карабаха, переехали в Тифлис во второй половине XIX века. Отец Леона Андреас Айрапетович Оганесян (1861—1924) был юристом и работал в Тифлисском суде. Мать, Варвара Арутюновна Асриева (1868—1949), была образованной, следила за образованием детей. Среди семерых детей семьи Леон был старшим.
В 1903 году Оганесян закончил 1-ю Тифлисскую гимназию. В том же году он поступил на медицинский факультет Императорского Харьковского университета, который окончил в 1909 году. С 1907 года, ещё будучи студентом старших курсов, Оганесян в каникулярное время работал в Михайловской больнице в Тифлисе под руководством профессора Спиридона Семёновича Вирсаладзе. После окончания университета он перешёл на работу в терапевтическое отделение больницы.
Летом 1910 года в Тифлисе началась эпидемия холеры. В связи с этим Оганесян поступил в Тифлисскую барачную больницу, где работал ординатором до осени, когда эпидемия была ликвидирована. После ликвидации эпидемии Оганесян отправился в Харьков, где в целях усовершенствования посещал терапевтические клиники, после чего в 1911 году сдал теоретическую часть экзаменов на степень доктора медицины. По возвращении в Тифлис Оганесян продолжил работать в Михайловской больнице и одновременно трудился над докторской диссертацией. Он женился на Айкануш Богдановне Абазян (1893—1978). В семье родились трое детей: Константин (1911—1984), в дальнейшем — доктор архитектуры, профессор, заслуженный деятель искусств Армянской ССР; Александр (1913—1980) — известный композитор и дирижёр; и Анаит (1915—1981) — филолог.
В 1912 году Российское общество Красного креста командировало Левона Оганесяна в Закаспийскую область Российской империи (Казахстан) в качестве начальника отряда, боровшегося с голодом и эпидемическими болезнями. В 1913 году Оганесян был командирован в заводскую больницу на алавердских медных рудниках, где врачебную работу он совмещал с археологическими раскопками. В эти годы Оганесян уделял большое внимание санитарному просвещению — распространению санитарных знаний среди народов Закавказья. Он активно участвовал в работах Кавказского медицинского общества, на съездах которого выступал с докладами, посвящёнными краевой патологии и истории медицины в Армении. В частности, доклад «Истории медицины в Армении в древности и в средние века», прочитанный в мае 1913 года, был издан в виде брошюры, затем напечатан на армянском языке в популярном медицинском журнале.
Осенью 1913 года Оганесян отправился в Харьков, где сдал практическую часть экзаменов на докторскую степень. После этого он вновь возвратился в Тифлис и продолжил работу в Михайловской больнице. В том же году он был назначен секретарём Кавказского малярийного комитета, созданного в 1912 году при Кавказском наместничестве. В 1913—1914 годах он был членом редакционной коллегии журнала «Новый здравоохранитель» (арм. «Նոր առողջապահիկ»), выходившего на армянском языке в Тифлисе. По состоянию на 1914 год Левон Оганесян был автором двенадцати научных трудов, в числе которых была и диссертационная работа. Он был участником 13-го Всероссийского съезда врачей и естествоиспытателей, где доложил отдельные фрагменты своей диссертационной работы; защищена она не была из-за начала Первой мировой войны.

### Участие в Первой мировой войне
В 1914 году Оганесян был призван на военно-медицинскую службу на Кавказский фронт Первой мировой войны и в 1914—1915 годах был младшим врачом 39-й артиллерийской бригады. Он работал непосредственно в войсках и обеспечивал их в медико-санитарном отношении. Работа велась в особо трудных условиях в течение Кёприкейской операции.
В декабре 1914 года со стороны Османской империи была начата Сарыкамышская операция, направленная на уничтожение основной группировки Кавказской армии на Эрзерумском направлении. В результате этих боевых действий в Сарыкамыше в медицинском отношении сложилась тяжёлая ситуация. Все медицинские учреждения города были переполнены ранеными солдатами, многие раненые были сосредоточены в казармах, находившихся в зоне досягаемости огня противника. Из-за нехватки медицинского персонала в Сарыкамыш были направлены врачи из войсковых частей, среди них — Леон Оганесян. В своих воспоминаниях Оганесян пишет:

Здание [казарменного корпуса] было переполнено ранеными, и так как оно вовсе не было приспособлено для больничных целей, то здесь не видно было ни одной койки — раненые просто лежали на полу. <…> Я быстро взялся за работу и через короткое время работа у нас закипела. Спустя часа три после такой работы я спохватился, что ведь мы оказывали помощь только тем раненым, которые могли кое-как доползти до нас, а те, которые не могли этого сделать, оставались без помощи. Я стал обходить помещение и был очень удовлетворён тем, что нам удалось оказать помощь очень многим тяжелораненым.

С 1915 года Оганесян был врачом заразного госпиталя № 391 в Сарыкамыше, где в течение трёх месяцев боролся с инфекционными заболеваниями — в частности, с брюшным и возвратным тифом. В марте 1915 года он был переведён на Западный фронт, где сначала состоял в перевязочном отряде, а в 1916—1917 годах был начальником санитарно-гигиенического отряда 2-го гвардейского корпуса в Польше. За активное участие в войне и добросовестное выполнение служебных обязанностей Оганесян был награждён двумя орденами Российской империи. В 1918 году он был демобилизован от военной службы. В годы войны, будучи военным врачом, Леон Оганесян не переставал заниматься научной деятельностью: он выполнил несколько научных трудов, которые были связаны с обстановкой военных действий. В 1957 году Оганесян издал свои воспоминания о военном времени под названием «Воспоминания врача об империалистической войне 1915—1918 годов».
После окончания войны, в 1918 году, Оганесян вернулся в Тифлис, где преподавал фармакологию в фельдшерской и акушерско-фельдшерской школах. В 1919 году он был губернским врачом Нахичеванской губернии.

### Работа в Армении

#### 1919—1940
В 1919 году Левон Оганесян переехал в столицу Республики Армения Ереван, где был назначен главным врачом и возглавил терапевтическое отделение 1-й Ереванской больницы. С 1920 года Оганесян начал заниматься предотвращением малярийных заболеваний в Армении. Во время Всеармянского съезда врачей 1920 года он поднял вопрос о необходимости организации борьбы с малярией. В том же году был основан медицинский журнал «Малярия», и Оганесян стал его редактором. Была создана республиканская комиссия по борьбе с малярией под председательством Оганесяна. В результате деятельности комиссии 1920—1922 годов в Ереване была основана малярийная амбулатория, в наиболее поражённые малярией районы Армении (Эчмиадзин, Камарлю, Зангибасар и другие) отправились экспедиции, осуществившие лечебные и профилактические мероприятия. С 1921 года Оганесян был председателем, а затем членом врачебной секции и правления профсоюза Медсантруд, в 1922—1925 годах — секретарём Ереванского медицинского общества.
В 1923 году по инициативе Оганесяна в Ереване был создан Тропический институт (позднее переименованный в Институт малярии и медицинской паразитологии) — второй в Советском Союзе после московского. Оганесян был научным руководителем института.
Левон Оганесян был одним из основателей медицинского факультета Ереванского государственного университета, впоследствии преобразованного в Ереванский медицинский институт. В 1923 году Оганесян основал кафедру пропедевтики внутренних болезней, которой руководил вплоть до 1966 года. В 1928 году ему было присвоено учёное звание профессора.
Левон Оганесян также был инициатором создания первого курорта в Армении — Арзни. Ещё с 1920 года он начал исследовать климатологические и бальнеологические курортные ресурсы Армении и пришёл к выводу, что перспективы в первую очередь относятся к арзнийским минеральным водам. Оганесян обсудил вопрос с другими учёными, и его предложение было одобрено. С 1925 года в Арзни начались строительные работы. В 1924 году при Наркомздраве Армянской ССР была создана бальнеологическая комиссия под руководством Оганесяна для изучения ряда других минеральных источников Армянской ССР. В 1928—1941 годах Оганесян был консультантом на курорте Арзни.
С 1930 года Оганесян был ответственным секретарём Медицинского журнала Армении. В 1937 году он защитил диссертацию на соискание учёной степени доктора медицинских наук на тему «К вопросу о происхождении органических шумов сердца». В 1939—1947 годах Оганесян был консультантом основанного им Института малярии и медицинской паразитологии. 16 ноября 1940 года, в связи с 20-летием Армянской ССР, указом Президиума Верховного Совета Армянской ССР Леону Андреевичу Оганесяну было присвоено почётное звание заслуженного деятеля науки Армянской ССР.

#### 1941—1970
В годы Великой Отечественной войны Леон Оганесян консультировал терапевтические и хирургические военные госпитали Еревана и Ленинакана, за что указом Президиума Верховного Совета СССР в 1945 году был награждён орденом Трудового Красного Знамени. 25 ноября 1943 года Оганесян был избран академиком новосозданной Академии наук Армянской ССР по отделению биологических наук, а 14 ноября 1944 года — действительным членом новосозданной Академии медицинских наук СССР по отделению клинической медицины.
В 1943 году в Академии наук Армянской ССР Леон Оганесян основал Музей истории медицины, среди экспонатов которого были предметы армянской народной медицины, личные вещи, рукописи, медицинские инструменты известных врачей Армении, книги и фотографии. Через несколько лет музей был ликвидирован, а в 1978 году на основе его материалов был создан Музей истории медицины Армении в составе Ереванского медицинского института. В 1944 году Оганесян был назначен и до 1955 года был заведующим сектором истории армянской медицины и биологии АН Армянской ССР. В 1947 году он вступил в ряды ВКП(б). В 1947—1954 годах Оганесян был членом президиума Общества терапевтов Армении, а в 1954 году был назначен его председателем.
В 1947 году за работу по подготовке врачей в Институте малярии и медицинской паразитологии Оганесяну была объявлена благодарность командующего войсками гвардейской армии, а в 1950 году начальником Ереванского гарнизона ему была объявлена благодарность «за самоотверженную работу по сохранению здоровья солдат, офицеров и генералов Ереванского гарнизона, большую работу по подготовке медицинских кадров и проведённую научно-исследовательскую работу, за организацию научной конференции медицинского состава гарнизона, посвящённой 30-летию Советской власти в Армении».
В 1953—1955 годах Оганесян был заведующим сектором медицинских наук, а в 1955—1961 годах — сектором кардиологии АН Армянской ССР. В 1961 году на базе сектора кардиологии в Ереване им был организован Институт кардиологии и сердечной хирургии АН Армянской ССР, он был первым директором института. В дальнейшем учреждение было преобразовано в Институт кардиологии Министерства здравоохранения Армянской ССР и с 1972 года носит имя Леона Андреевича Оганесяна. В 1962 году Оганесян был избран действительным членом Международной академии истории медицины. В 1965 году, в связи с 80-летним юбилеем, за заслуги в развитии медицинской науки и долголетнюю педагогическую и общественную деятельность Оганесян был награждён вторым орденом Трудового Красного Знамени.
Леон Андреевич Оганесян скончался 11 мая 1970 года в Ереване.

## Научная деятельность

### Начало научной деятельности
Научная деятельность Леона Андреевича Оганесяна началась с 1910-х годов. В этот период у Оганесяна накопился опыт работы в медицинских учреждениях Тифлиса (отчёты о научной деятельности Оганесяна в Михайловской больнице были подготовлены его руководителем Вирсаладзе), Алаверди, Харькова и Казахстана (отчёт о медицинской работе в Казахстане Оганесян опубликовал в «Вестнике Российского общества Красного креста»), и он трудился над диссертационной работой, которая не была защищена из-за Первой мировой войны.
Участвуя в 1914 году в работе 13-го Всероссийского съезда врачей и естествоиспытателей, Оганесян прочитал два доклада, вошедших затем в его диссертационную работу. В докладе «Город Тифлис в климато-бальнеологическом отношении» Оганесян представил свои исследования физических свойств и химического состава минеральных вод Тифлиса, а также метеорологические данные города. В заключении, оценив лечебные свойства климата Тифлиса, он предложил создать в городе бальнеологическую станцию. Бальнеологическая секция съезда решила считать создание станции строго необходимым. Во втором докладе «О влиянии быта населения Тифлиса на заболеваемость и смертность» Оганесян обсудил большое влияние быта и народных обычаев жителей города на смертность и распространение заболеваний, в частности — влияние суеверных привычек, алкоголизма и ранних браков.
В довоенное время Оганесян опубликовал исследования, посвящённые разрыву селезёнки, лечебным свойствам наперстянки, инфекциям организма через миндалины, курортологические и климатологические исследования города Тифлис и черноморского побережья Кавказа. Также, будучи секретарём Кавказского малярийного комитета, Оганесян начал исследования малярийных заболеваний.
В период войны Оганесян был военным врачом сначала на Кавказском, а потом — на Западном фронтах. Здесь он исследовал последствия применения газового оружия, методы борьбы с этими последствиями. Также он впервые описал траншейную лихорадку. В результате этих исследований были написаны научные труды «О газовой борьбе и противогазовой обороне на австрогерманском фронте», «О так называемой траншейной лихорадке», «О санитарной экспертизе воды в районе расположения передовых войсковых частей на театре военных действий».

### Труды по изучению заразных болезней, курортологии и кардиологии
После переезда в Ереван в 1919 году Оганесян начинает исследования по малярии — распространённой в Армении болезни, из-за которой смертность превышала рождаемость. В 1923 году был создан Тропический институт, руководимый Оганесяном. Он совместно с сотрудниками разработал классификацию малярийных заболеваний, которая в дальнейшем была принята не только в республике, но и во всём Советском Союзе. Оганесян ввёл в практику лечение малярийных анемий и кахексий селезёночной диетой, такой метод лечения оказался успешным и дал положительные результаты. Оганесяном были выполнены исследования по биохимическим изменениям при различных видах и стадиях малярийных заболеваний, в особенности при гипертонических состояниях и висцеральных проявлениях. Результаты этих исследований были опубликованы в виде учебника по малярии в 1941 году. Совместно с В. И. Егнаряном Оганесян предложил непрерывный комбинированный метод лечения малярии. Метод показал уменьшение числа рецидивов во время лечения болезни таким методом; при этом отдельные клинические показатели больного (такие, как вес, состав крови, изменения печени и селезёнки) существенно приближались к норме.
Важное значение имеют труды Леона Оганесяна по периодической болезни — краевой патологии для Армении и средиземноморских стран. Оганесян совместно с профессором В. М. Авакяном впервые рассмотрели болезнь как самостоятельную нозологическую единицу, описали клиническую картину приступов, указав их периодичность и связь с воспалительными процессами печени и жёлчных протоков, и тем самым выдвинули воспалительную теорию патогенеза. Результаты исследований были опубликованы в 1938 году в журнале «Советская медицина» (№ 16).
С начала 1920-х годов Оганесян занимался вопросом эксплуатации с лечебными целями климатологических и бальнеологических ресурсов Армении; приоритет он отдавал арзнийским минеральным водам. В 1925 году Оганесян обратился в Наркомздрав Армении с просьбой разрешить проведение предварительных обследовательских работ в Арзни. Работы были проведены с группой учёных, и уже с того же года начались строительные работы лечебницы. Из участников группы была организована комиссия, возглавляемая Оганесяном. Комиссией были проведены исследования ряда других минеральных источников Армении, представляющих бальнеологический интерес, в частности: источников Арарата (Давалу), Двина, Мисханского ущелья, Даралагеза и термальных минеральных источников Джермука. Оганесян исследовал вопросы лечения сердечно-сосудистых заболеваний в Арзни. На основе этих исследований в 1936 году была опубликована монография «Минеральные источники Армении», одна из первых книг по изучению минеральных вод и их лечебного значения, изданных в СССР.
Особенно значительны исследования Леона Андреевича Оганесяна, посвящённые различным проблемам сердечно-сосудистых заболеваний, которые носили клинический и экспериментальных характер. В своих опытах он показал, что вопреки сложившемуся мнению о том, что сердечные шумы возникают в боковых отделах изменённого русла в результате круговоротных движений, их причиной является турбулентное движение крови в центральной движущейся части струи. То есть, согласно Оганесяну, так как отсутствие шумов обусловлено недостаточной скоростью кровяной струи, шумы возникают в активно движущейся части струи, по причине ускорения кроветока, которое появляется из-за уменьшения плоскости поперечного сечения струи, а также в областях структурных изменений на клапанах. В условиях патологии ложи, изменения плоскости сечения кровяного русла на коротком расстоянии пробега вызывает возрастание скорости струи до достаточного для образования шумов значения. Оганесян также исследовал гипертонические болезни в самых ранних стадиях развития и эффективность лечения кардиопатий некоторыми лечебными средствами — растениями из флоры Армении (Leonurus cardiaca; Bryonia alba).
Оганесян уделял большое внимание вопросам медицинской (клинической) психологии: совместно с сотрудниками сектора кардиологии АН Армянской ССР Оганесян вёл исследования, посвящённые сердечно-сосудистым неврозам, их происхождению и классификации, нозологической психологии кардиопатов, клинике сердечно-сосудистых неврозов, лечению неврозов. С 1961 года эти исследования продолжились в Институте кардиологии и сердечной хирургии, основанном Оганесяном. Около 20 лет Оганесян также занимался нервно-психическими расстройствами больных телесными и заразными заболеваниями, составил их нозологические психологические описания. В своей работе «Опыт динамической классификации личности» Оганесян предложил новый метод классификации больных, основанный на их динамических телодвижениях, походке, мимике и других динамических свойствах.

### Исследования по истории медицины
Первые труды Леона Андреевича Оганесяна по истории медицины в Армении относятся к 1913 году, когда по предложению известного историка Лео (Аракела) Бабаханяна он подготовил для съезда Кавказского медицинского общества доклад «История медицины в Армении в древности и в средние века». После переезда в Армению в 1919 году Оганесян начал изучать архивные материалы Эчмиадзинской библиотеки — древние армянские рукописи с медицинским содержанием. На базе этих материалов Оганесян написал монографию «История медицины в Армении от древнейших времен до конца XVIII столетия», которая была издана в 1928 году в Ереване. Эта монография — по сути первая серьёзная работа по истории медицины в Армении; она была переведена на грузинский и немецкий языки.
Впоследствии Леон Оганесян много выступал на различных научных конференциях с докладами, посвящёнными вопросам истории армянской медицины, материалы этих докладов публиковались в периодических изданиях. На основе многолетних исследований трудов армянских и зарубежных историков, материальных памятников армянского народа, этнографических данных Оганесян показал, что медицинская культура в Армении начала развиваться ещё за несколько веков до нашей эры, в сфере взаимодействия с развивающиеся эллинистическими культурами греко-римских и восточных стран античного мира. В 1946—1947 годах Оганесян подготовил новое, существенно дополненное издание «История медицины в Армении с древнейших времен до наших дней». Изданный в пяти томах, этот труд содержал ценные сведения по состоянию врачебного дела, медицинской литературы, медицинских учреждений и кадров в Армении с древних времен до начала советского периода.
Совместно с сотрудниками сектора истории армянской медицины и биологии АН Армянской ССР Оганесян подготовил перевод на русский язык труда армянского врача XII века Мхитара Гераци «Утешение при лихорадках», издав монографию «Мхитар Гераци. Его труд „Утешение при лихорадках“». В вводной главе и комментариях монографии представлены жизнь и деятельность Митара Гераци, состояние медицинских знаний в XII веке.
Оганесян также исследовал значение учения академика Павлова для внутренней медицины, патологии сердечно-сосудистых заболеваний, значение биологических достижений Мичурина для медицинских наук, жизнь и деятельность известных деятелей медицины. Перу Оганесяна принадлежит труд «Методология медицины от древности до наших дней», в котором исследовано развитие медицинских наук в соответствии с историко-экономическими формациями и состоянием науки и культуры в различные времена. Важное значение имеет работа Оганесяна «Доктор медицины М. И. Арустамов и его труд о природе рыбьего яда», написанная совместно с А. С. Кцояном. В этой работе раскрывается вопрос приоритета доктора медицины Маркара Ивановича Арустамова в открытии инфекционной природы рыбьего яда.
Леон Андреевич Оганесян имеет заслуги в области медицинской терминологии на армянском языке. В 1931 году в Ереванском медицинском институте была создана терминологическая комиссия, председателем которой он стал. В состав комиссии вошли академик Манук Хачатурович Абегян и врач Аветик Григорьевич Тер-Погосян. Их совместными трудами были созданы латино-русско-армянский медицинский словарь и словарь анатомической терминологии. В опубликованных Оганесяном научных статьях по терминологическим вопросам были разработаны принципы и положения, которым должна следовать научно-медицинская терминология.

## Педагогическая и общественная деятельность
Леон Андреевич Оганесян — основоположник научных школ терапевтов, кардиологов и историков медицины в Армении. В 1923 году Оганесян, вместе с известными медиками Советской Армении — профессорами Вааном Маркаровичем Арцуни, Григором Акоповичем Арешяном, Амбарцумом Серафимовичем Кечеком и другими — принял активное участие в создании медицинского факультета Ереванского государственного университета, в дальнейшем — Ереванского медицинского института. Оганесян основал кафедру пропедевтики внутренних болезней, которой заведовал вплоть до 1966 года. В течение этих 43 лет кафедра стала значимым научным центром, где под руководством Оганесяна студентами выполнялись исследования по различным вопросам внутренних болезней. Многие ученики Оганесяна, вышедшие из стен этой кафедры, в дальнейшем стали известными терапевтами, заведовали кафедрами в Ереванском медицинском институте и отделами в научно-исследовательских институтах Армении. Среди них профессора Арсен Симонян, Вартан Авакян, Завен Долабчян, Фрикс Дрампян, доцент Анна Фарманян. Огромное значение для организации медицинского образования имеют учебники и пособия, написанные Леоном Оганесяном.
За время работы в качестве консультанта в Институте малярии и медицинской паразитологии Леон Оганесян занимался также переподготовкой врачей-маляриологов тропических станций и прикомандированных военных врачей по вопросам клиники болезней жарких стран.
В 1944 году, с целью изучения литературного наследия медицинского и биологического содержания армянских учёных прежних времён, в составе Академии наук Армянской ССР Леон Андреевич Оганесян основал комиссию по изучению истории армянской медицины и биологии. Работы сотрудников сектора велись на базе архивов древних рукописей Матенадарана. Под руководством Оганесяна были написаны свыше 70 научных трудов, защищены диссертации.
С 1954 года Леон Андреевич Оганесян был председателем общества терапевтов Армении. Он также был членом правления, затем — почётным членом всесоюзного общества терапевтов. В 1949 году Оганесян был делегатом первой всесоюзной конференции сторонников мира от АМН СССР, в том же году стал членом армянского республиканского комитета защиты мира, в 1951 и 1953 годах был делегатом второй и третьей конференций сторонников мира. Оганесян также участвовал и выступал с докладами на международных конгрессах по истории медицины в Испании (Мадрид, 1956) и во Франции (Монпелье, 1958).
В течение многих лет Оганесян был членом редакционной коллегии «Трудов Ереванского медицинского института», журналов «Терапевтический архив», «Клиническая медицина» и «Кардиология», ответственным редактором «Трудов Сектора истории медицины и биологии АН Армянской ССР», редактором редакционного отдела «История медицины» во втором издании Большой медицинской энциклопедии, членом правления Всесоюзного историко-медицинского общества, членом учёного медицинского совета Министерства здравоохранения Армянской ССР.
В 1956 году Нобелевский комитет обратился к Леону Оганесяну с просьбой представить кандидатов на Нобелевскую премию по физиологии и медицине 1957 года. Оганесян выдвинул кандидатуру академика Леона Абгаровича Орбели за труды по физиологии нервной системы человека.

## Личные качества
Леон Андреевич Оганесян дружил с многими деятелями науки и литературы, художниками и актёрами. Среди его близких друзей — писатель Егише Чаренц (в годы сталинских репрессий Оганесян часто бывал в доме Чаренца), художник Мартирос Сарьян (Сарьян написал портреты Оганесяна), актёр и театральный режиссёр Вагарш Вагаршян.
Оганесян владел русским, грузинским, английским, французским, испанским и немецким языками, два из которых выучил в 84-летнем возрасте. Знание грабара Оганесян использовал в работе с древними рукописями. В годы Великой Отечественной войны Оганесян перевёл с французского антифашистскую пьесу писателя Л. Мелояна, которая была издана в Швейцарии. По предложению Вагарша Вагаршяна Оганесян написал пьесу «Герои на линии огня» — про деятельность и подвиги врачей во время войны.
В 1949 году, будучи участником первой Всесоюзной конференции сторонников мира, Оганесян выступил с речью, в которой открыто говорил про геноцид армян 1915 года. В 1960-е годы совместно с другими представителями интеллигенции республики Оганесян предъявил петицию в ЦК КП Армении с требованием присоединения Нагорно-Карабахской автономной области к Армянской ССР. Из-за этого представление Оганесяна к званию Героя Социалистического Труда было отменено.

## Награды
- Орден Святой Анны IV степени[14][80].
- Орден Святого Станислава III степени[14][80].
- Два ордена Трудового Красного Знамени (1945, 22.12.1965)[32][39][44].
- Медаль «За оборону Кавказа»[41].
- Медаль «За доблестный труд в Великой Отечественной войне»[41].
- Заслуженный деятель науки Армянской ССР (16.11.1940)[29][26].

## Память
- В 1972 году в Ереване в память о Леоне Андреевиче Оганесяне установлена мемориальная доска на доме, где он жил с 1937 по 1970 год (улица Теряна, дом 62)[14].
- Студентам Ереванского государственного медицинского университета имени Мхитара Гераци вручается стипендия имени академика Леона Оганесяна[81].
- Имя Леона Андреевича Оганесяна с 1972 года носит Научно-исследовательский институт кардиологии при Министерстве здравоохранения Республики Армения, основанный им в 1961 году[43].

## Основные научные труды
Леон Андреевич Оганесян является автором свыше 200 научных трудов, в том числе 20 монографий и учебников, посвящённых различным вопросам внутренней медицины, курортологии, истории медицины, а также проблемам научно-медицинской терминологии. Многие работы Оганесяна были переведены на русский, французский, английский, испанский и другие языки.
Научно-медицинские статьи Леона Андреевича Оганесяна публиковались в различных периодических журналах. В годы научной деятельности в Российской империи статьи Оганесяна в основном выходили в «Трудах» и «Протоколах Кавказского медицинского общества». После переезда в Армению работы Оганесяна публиковались в таких научных журналах, как «Малярия», «Известия Ереванского государственного университета», «Известия Ереванского медицинского института», «Медицинский журнал Армении», «Советская медицина» и других. Тексты нескольких докладов и выступлений Оганесяна на научных конференциях, а также некоторых других работ хранятся в рукописном виде.
- Оганесян Л. А. Курорт имени Лазарева (на арм. яз.) = Լազարյանի անվան կուրորտ. — Ереван, 1926. — 11 с.
- Оганесян Л. А. Минеральные источники Армении. — Ереван: Госиздат, 1936. — 259 с.
- Оганесян Л. А. Методика клинического исследования терапевтических болезней (на арм. яз.) = Թերապևտիկ հիվանդությունների կլինիկական քննության մեթոդիկա. — Ереван: Айпетрат, 1938. — 40 с.
- Карапетян Е. Г., Оганесян Л. А., Матевосян Ш. М., Мирзоян А. А., Пирумов Х. Н. Малярия. Сборник тропических болезней (на арм. яз.) = Մալարիա։ Տրոպիկական հիվանդությունների ձեռնարկ. — Ереван: Айпетрат, 1941. — 248 с.
- Оганесян Л. А., Симонян А. Т., Авакян В. М., Фарманян А. К., Даниэль-Бек Л. Я., Баграмян С. М. Учебник диагностики внутренних болезней. — Ереван: Армгиз, 1943. — 904 с.
- Оганесян Л. А., Даниэль-Бек Л. Я. Диагностика внутренних болезней (на арм. яз.) = Ներքին հիվանդությունների դիագնոստիկա. — 2-е изд. — Ереван: Айпетрат, 1951. — Т. 1. — 487 с.
- Оганесян Л. А., Агаджанян Г. И. Показания, противопоказания и методы комплексного лечения на курорте Арзни. — Ереван: Айпетрат, 1952. — 30 с.
- Оганесян Л. А., Арутюнян Г. Г., Мелик-Парсаданян Х. А., Кцоян А. С., Сепетчян А. О. Мхитар Гераци. Его труд «Утешение при лихорадках». — Ереван: изд-во АН Армянской ССР, 1954. — 240 с.
- Оганесян Л. А. Некоторые вводные вопросы клиники внутренних болезней (на арм. яз.) = Ներքին հիվանդությունների կլինիկայի մի քանի ներածական հարցերի մասին. — Ереван: изд-во АН Армянской ССР, 1954. — 256 с.
- Оганесян Л. А. Религия и медицина (на арм. яз.) = Կրոնը և բժշկությունը. — Ереван: Общество по распространению политических и научных знаний Армянской ССР, 1954. — 36 с.
- Оганесян Л. А. Частная патология внутренних болезней (на арм. яз.) = Ներքին հիվանդությունների մասնավոր ախտաբանությունը. — Ереван: изд-во АН Армянской ССР, 1956. — 606 с.
- Оганесян Л. А. О взаимоотношениях между психической и соматической сферами в клинике внутренних болезней. — Ереван: изд-во АН Армянской ССР, 1961. — 464 с.
- Оганесян Л. А. О психологическом профиле сердечного больного. Опыт изучения сдвигов в области психической сферы у больных с сердечно-сосудистыми заболеваниями. — Ереван: изд-во АН Армянской ССР, 1963. — 223 с.
- Оганесян Л. А. Пропедевтика внутренних болезней (на арм. яз.) = Ներքին հիվանդությունների պրոպեդևտիկա. — Ереван: Айпетусманкрат, 1964. — 658 с.

- Оганесян Л. А. История медицины в Армении от древнейших времен до конца XVIII столетия. — Эривань, 1928. — 240 с.
- Оганесян Л. А. История медицины в Армении, с древнейших времен до наших дней. — 2-е изд. — Ереван: изд-во АН Армянской ССР, 1946. — Т. 1. Медицина в Армении от древнейших времен до конца X века (до начала армянского ренессанса). — 272 с.
- Оганесян Л. А. История медицины в Армении, с древнейших времен до наших дней. — 2-е изд. — Ереван: изд-во АН Армянской ССР, 1946. — Т. 2. Медицина в Армении от начала армянского ренессанса до конца средних веков (от начала XI до конца XIV века). — 267 с.
- Оганесян Л. А. История медицины в Армении, с древнейших времен до наших дней. — 2-е изд. — Ереван: изд-во АН Армянской ССР, 1946. — Т. 3. Медицина в Армении от начала армянского ренессанса до конца средних веков (от начала XI до конца XIV века). — 310 с.
- Оганесян Л. А. История медицины в Армении, с древнейших времен до наших дней. — 2-е изд. — Ереван: изд-во АН Армянской ССР, 1947. — Т. 4. Медицина у армян в XIX—XX веках (не включая здравоохранения в Армянской ССР). — 324 с.
- Оганесян Л. А. История медицины в Армении, с древнейших времен до наших дней. — 2-е изд. — Ереван: изд-во АН Армянской ССР, 1947. — Т. 5. Медицина в Армении со времен установления Советской власти до настоящего времени (1920—1947 года). — 792 с.
- Оганесян Л. А. Иллюстрации к истории медицины в Армении с древнейших времен до наших дней. — Ереван: изд-во АН Армянской ССР, 1958. — 86 с.

- Абегян М. Х., Оганесян Л. А., Тер-Погосян А. Г. Словарь анатомической терминологии. — Ереван: стеклографическое издание, 1937. — 112 с.
- Абегян М. Х., Оганесян Л. А., Тер-Погосян А. Г. Латино-русско-армянский медицинский словарь. — Ереван: стеклографическое издание, 1937. — 112 с.
- Абегян М. Х., Оганесян Л. А., Тер-Погосян А. Г. Латино-русско-армянский медицинский словарь. — 2-е изд. — Ереван: изд-во АН Армянской ССР, 1951. — 471 с.

- Оганесян Л. А. К учению о нарывах селезёнки // Труды Кавказского медицинского общества. — 1912. — С. 1—24.
- Оганесян Л. А. Случай первичного травматического гнойника селезёнки // Медицинское обозрение. — 1912. — № 8. — С. 2—16.
- Оганесян Л. А. К вопросу о хроническом лечении наперстянкой // Врачебная газета. — 1913. — № 49.
- Оганесян Л. А. Случай сложного заболевания головного мозга малярийного происхождения // Протоколы Кавказского медицинского общества. — 1913. — С. 15—20.
- Оганесян Л. А. Случай delirium acutissimum при крупозной пневмонии // Труды Кавказского медицинского общества. — 1913. — С. 1—6.
- Оганесян Л. А. Медицина в Армении в древности и в средние века // Труды Кавказского медицинского общества. — 1913. — С. 267—295.
- Оганесян Л. А. О деятельности Тифлисского отряда Красного креста, командированного в Закаспийскую область // Вестник Российского общества Красного креста. — 1913. — С. 1—34.
- Оганесян Л. А. О влиянии быта населения Тифлиса на заболеваемость и смертность // Дневник XIII съезда русских естествоиспытателей и врачей. — 1914. — С. 383.
- Оганесян Л. А. Город Тифлис в климато-бальнеологическом отношении // Дневник XIII съезда русских естествоиспытателей и врачей. — 1914. — С. 384.
- Оганесян Л. А. О газовой борьбе и противогазовой обороне на австрогерманском фронте // Труды Кавказского медицинского общества. — 1916. — С. 56—60.
- Оганесян Л. А. О деятельности комиссии по борьбе с тропическими заболеваниями (арм.) // Малярия. — 1920. — Թիվ 1. — Էջ 1—6.
- Оганесян Л. А. О последствиях малярии (арм.) // Малярия. — 1920. — Թիվ 1. — Էջ 11—15.
- Оганесян Л. А. Григорий Магистр как представитель армянской медицины XI века // Известия Ереванского государственного университета. — 1922. — № 1. — С. 1—15.
- Оганесян Л. А. Курорт Арзни (арм.) // Медицинский журнал. — 1926. — Թիվ 1. — Էջ 50—55.
- Оганесян Л. А. Болезни кишок. По поводу труда профессора Костаняна // Известия Ереванского государственного университета. — 1927. — № 2—3. — С. 536—538.
- Оганесян Л. А. К учению о клинической анатомии селезёнки и изменений её конфигурации при малярии // Клиническая медицина. — 1928. — № 15. — С. 1070—1076.
- Оганесян Л. А. Случай позднего удаления инородного тела из сердца // Журнал современной хирургии. — 1928. — Вып. 3, № 15. — С. 518—526.
- Оганесян Л. А. Оценка талейохинной пробы на хинин и попытка определения количества последнего путём цветовых сравнений // Врачебное дело. — 1929. — № 17. — С. 3—7.
- Оганесян Л. А. Итоги совещания курортных работников Закавказских республик // Медицинский журнал Армении. — 1930. — № 1. — С. 105—106.
- Оганесян Л. А. Курорт Арзни // Курортное дело. — 1930. — № 12. — С. 92—96.
- Оганесян Л. А. К ревизии проблемы хирургического лечения хронического аппендицита // Медицинский журнал Армении. — 1930. — № 1. — С. 20—26.
- Оганесян Л. А. О методической пальпации желудочно-кишечного тракта (арм.) = Ստամոքս-աղիքային տրակտի մեթոդական շոշափման մասին // Известия Ереванского государственного университета. — 1930. — Թիվ 5. — Էջ 199—208.
- Оганесян Л. А. О роли селезёнки при малярии // Труды II Всесоюзного съезда патологов. — 1930. — С. 27.
- Оганесян Л. А. О гормонах селезёнки // Труды II Всесоюзного съезда патологов. — 1930. — С. 49.
- Оганесов Л. А. Опыт динамической классификации личности // Врачебное дело. — 1930. — № 19—20.
- Оганесян Л. А. О бальнеотерапии сердечно-сосудистых больных на курорте Арзни // Курортно-санаторное дело. — 1931. — № 9. — С. 65—68.
- Оганесян Л. А. Минеральные воды Армении (арм.) // На фронте здравоохранения. — 1933. — Թիվ 1—3. — Էջ 50—58.
- Оганесян Л. А. Климат курорта Арзни // Меликян М. С. Арзни, как сердечный и питьевой курорт. — М.—Ереван: Госиздат ССР Армении, 1936. — С. 9—18.
- Оганесян Л. А. Итоги лечения сердечно-сосудистых заболеваний на курорте Арзни // Курортология и физиотерапия. — 1936. — № 2. — С. 14—19.
- Оганесян Л. А., Фарманян А. К. О лечении малярийных анемий и кахексий селезеночной диетой // Труды Закавказского малярийного съезда. — 1936. — С. 247—250.
- Оганесян Л. А. Бальнеологические ресурсы Армении // Курортное дело. — 1937. — № 1. — С. 109—129.
- Оганесян Л. А., Авакян В. М. Ряд случаев неизвестной инфекционной болезни (хроническая перемежающаяся шестидневная лихорадка) // Советская медицина. — 1938. — № 16. — С. 9—12.
- Оганесян Л. А. О генезе органических шумов сердца и причинах их изменчивости характера // Труды XII Всесоюзного съезда терапевтов. — М.: Медгиз, 1940. — С. 55—57.
- Оганесов Л. А., Фарманян А. К., Даниэль-Бек Л. Я. Селезеночная органотерапия как фактор лечения затяжной малярии и некоторых её последствий // Советская медицина. — 1940. — № 9. — С. 25—29.
- Иоаннисян Л. А. Врач Амирдовлат Амасийский (по поводу издания его книги «Польза медицины») (арм.) = Բժիշկ Ամիրտովլաթ Ամասիացի (Նրա «Օգուտ բժշկութեան» երկի հրատարակության առթիվ) // Известия Армянского филиала АН СССР. — 1941. — Թիվ 3—4. — Էջ 117—126.
- Иоаннисян Л. А. Медицина в Армении в древнейшие времена (до этнического оформления армян) // Известия Армянского филиала АН СССР. — 1941. — № 7. — С. 47—66.
- Оганесян Л. А., Садоян В. С., Карапетян Р. Н., Истаманян Л. С., Егнарян В. И. К вопросу о клинической классификации малярийных заболеваний // Клиническая медицина. — 1942. — С. 74—78.
- Оганесян Л. А., Егнарян В. И. О непрерывном комбинированном методе лечения малярии в лихорадочном периоде // Известия Ереванского медицинского института и Медицинского общества Армении. — 1946. — № 4—5. — С. 93—103.
- Оганесян Л. А., Симонян А. Т. О нарушениях обмена веществ при различных видах и стадиях малярии // Советская медицина. — 1947. — № 11. — С. 11—14.
- Оганесян Л. А. Известный римский врач XVII века армянского происхождения, профессор Бальиви (арм.) = 17-րդ դարի ականավոր հռոմեական բժիշկ հայազգի պրոֆեսոր Գևորգ Բալյիվի // Труды Сектора истории армянской медицины и биологии АН Армянской ССР. — 1948. — Թիվ 1. — Էջ 139—144.
- Оганесян Л. А., Арутюнян Г. Г., Кцоян А. С. Хирургия в средневековой Армении // Труды III Закавказского съезда хирургов. — 1948. — С. 62—67.
- Оганесян Л. А. Вопросы медицинской терминологии // Вестник АМН СССР. — 1950. — № 2. — С. 29—33.
- Оганесян Л. А. О сердечно-сосудистых заболеваниях в свете учения И. П. Павлова // Труды Ереванского медицинского института. — 1953. — С. 52—53.
- Оганесян Л. А. О научной сессии УМС Армянской ССР и Ереванского медицинского института в Ленинакане // Труды Ереванского медицинского института. — 1953. — С. 81—92.
- Оганесян Л. А. Страницы из истории Армянской медицины (арм.) = Էջեր հայ բժշկագիտության պատմությունից // Из история естествознания и техники. — 1960. — Թիվ 1. — Էջ 126—130.

- Оганесян Л. А. Лучше использовать минеральные воды Армении // Коммунист. — 1937. — № 167.
- Оганесян Л. А. Арзни // Коммунист. — 1951. — № 148.
- Из речи делегата Л. Оганесяна (Армянская республиканская конференция сторонников мира) // Коммунист. — 1951. — № 216.
- Оганесян Л. А. Открыть санаторий в Арзни // Медицинский работник. — 1951. — № 60.
- Речь Л. А. Оганесяна на третьей Всесоюзной конференции сторонников мира // Правда. — 1951. — № 334.
- Оганесян Л. А. Средневековый выдающейся учёный энциклопедист Ибн-Сина // Советакан Айастан. — 1952. — № 9.
- Оганесян Л. А. Правое дело победит // Советакан Айастан. — 1952. — № 1.

- Оганесян Л. А. Клиника инфекций организма через миндалины. — 1913. Доклад на съезде врачей гражданского ведомства.
- Оганесян Л. А. Город Тифлис в медико-топографическом отношении. — 1914. Рукопись.
- Оганесян Л. А. О климатологии Черноморского побережья Кавказа. — 1914. Рукопись.
- Оганесян Л. А. Научные основы санитарной экспертизы воды в районе расположения передовых войсковых частей на театре военных действий. — 1915. Доклад на съезде врачей 10-й армии.
- Оганесян Л. А. О так называемой траншейной лихорадке. — 1916. Доклад на заседании Кавказского медицинского общества.
- Оганесян Л. А. О так называемой аортальной гипоплазии. — 1920. Доклад на заседании Ереванского медицинского общества.
- Оганесян Л. А. О необходимости открытия в Армении Института тропической медицины. — 1920. Доклад на I Всеармянском съезде врачей.
- Оганесян Л. А. Об осложнениях ангины. — 1920. Доклад на заседании Ереванского медицинского общества.
- Оганесян Л. А. О геморрагических заболеваниях малярийного происхождения. — 1923. Доклад на заседании Ереванского медицинского общества.
- Оганесян Л. А. О некоторых мало известных особенностях паразита тропической малярии. — 1923. Доклад на заседании Ереванского медицинского общества.
- Оганесян Л. А. О так называемых сердечных циррозах печени. — 1923. Доклад на заседании Ереванского медицинского общества.
- Оганесян Л. А. О функциях селезёнки. — 1926. Доклад на I армянском малярийном съезде.
- Оганесян Л. А. Вопросы профессиональной патологии в Армении. — 1931. Доклад на научной конференции II Ереванской больницы.
- Оганесян Л. А. Медицина в Армении от древнейших времен до порога новых времен. — 1935. Доклад на декаде закавказских врачей в Харькове.
- Оганесян Л. А. Нефропатология в исторической перспективе. — 1935. Доклад на научной конференции II Ереванской больницы.
- Оганесян Л. А. Патогенез приступов малярии. — 1939. Доклад на V научной сессии Ереванского медицинского института
- Оганесян Л. А. Медицина и врачи в произведениях Л. Н. Толстого. — 1940. Доклад на VI научной сессии Ереванского медицинского института.
- Оганесян Л. А. Аллергия и малярия. — 1940. Доклад на научном заседании Ереванского тропического института.
- Оганесян Л. А. Глистные заболевания по представлениями средневековых врачей, в частности армян. — 1940. Доклад на научном заседании Ереванского тропического института.
- Оганесян Л. А. О терапии малярии неспецифическими средствами. — 1940. Доклад на научном заседании Ереванского тропического института.
- Оганесян Л. А. Проблемы медицины в труде армянского философа V века Езника Кохпеци. — 1941. Доклад на лектории Армянского филиала АН СССР.
- Оганесян Л. А. О субфебрилитете. — 1941. Доклад на VII научной сессии Ереванского медицинского института.
- Оганесян Л. А. О малярийных эндокринопатиях. — 1943. Доклад на IX научной сессии Ереванского медицинского института.
- Оганесян Л. А. О малярийной коме. — 1944. Доклад на научной конференции эвакогоспиталей.
- Оганесян Л. А. Об идеологических основах медицины от древности до наших дней. — 1945. Доклад на заседании биологической сессии АН Армянской ССР.
- Оганесян Л. А. Труды кафедры пропедевтики внутренних болезней по вопросам малярии за 30 лет. — 1947. Доклад на XIII научной сессии Ереванского медицинского института.
- Оганесян Л. А. О гипертонической болезни. — 1948. Доклад на выездной научной сессии в Ленинакане.
- Оганесян Л. А. Достижения советской медицины в Великую Отечественную войну. — 1949. Доклад на заседании участковых врачей в Ереване.
- Оганесян Л. А. О нозологической психологии при неврозах сердечно-сосудистой системы. — 1952. Доклад на заседании общества терапевтов Армении.
- Оганесян Л. А. Перспективы развития курорта Джермук в Армении. — 1952. Доклад на конференции, посвящённой курорту Джермук.
- Оганесян Л. А. Бальнеологические перспективы в Армении в ближайшие годы. — 1953. Доклад на научной сессии Института курортологии.
- Оганесян Л. А. Врач М. И. Арустамов, его жизнь и деятельность. Его труд «О природе рыбьего яда». — 1954. Рукопись.